# Nhuộm H&E

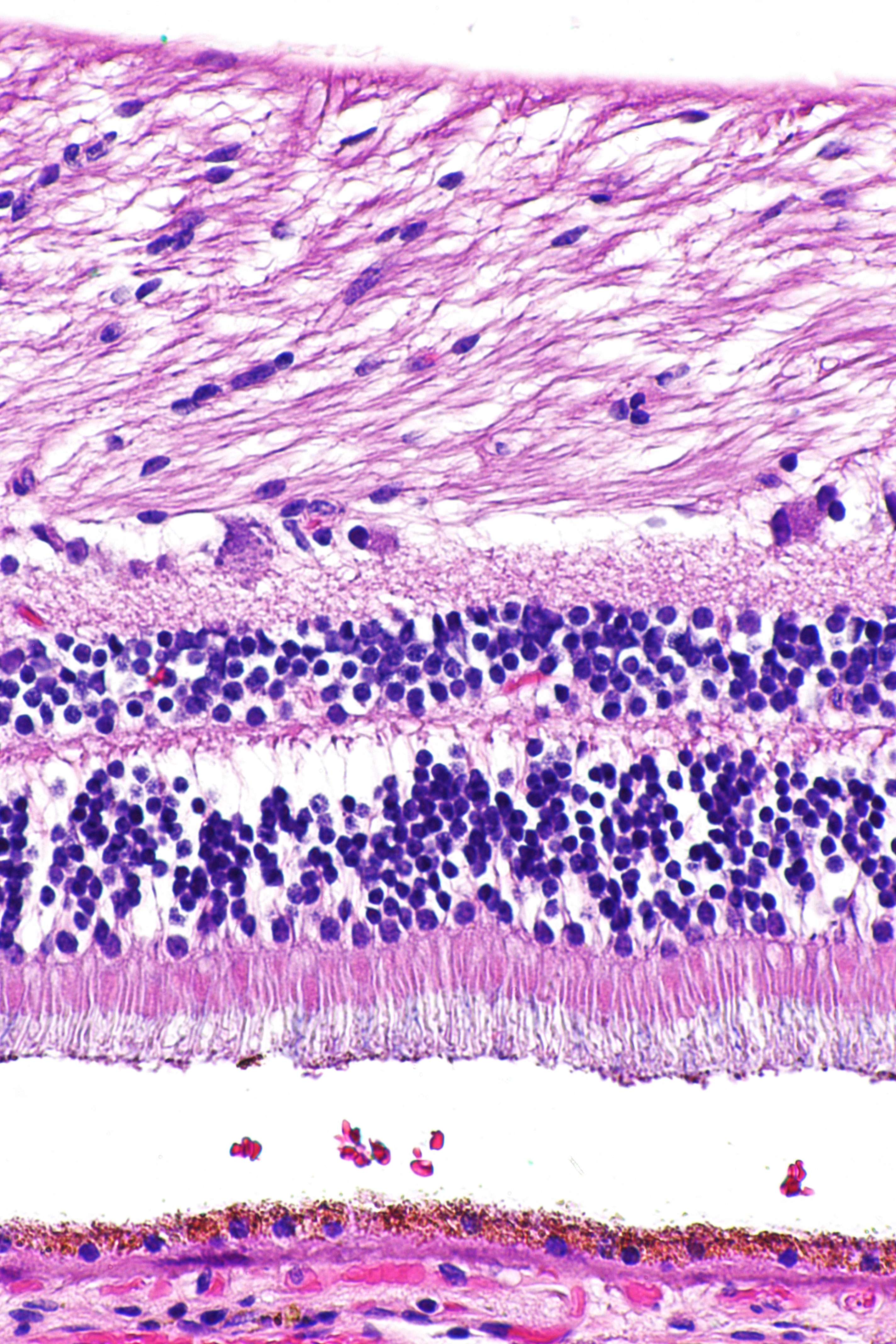
Võng mạc của mắt người sau nhuộm H&E cho nhân tế bào màu xanh tím và vật chất ngoại bào có màu hồng.

Nhuộm H&E là tên viết tắt của một phương pháp nhuộm tiêu bản bằng hematoxylin và eosin, thường dùng trong mô học cũng như y học. Đây là thuật ngữ thường được viết tắt, trong tiếng Anh gọi là H&E stain (từ "haematoxylin and eosin stain" - nhuộm hêmatôxylin và êôzin).
Phương pháp này rất hay được dùng trong chẩn đoán y tế, hỗ trợ đắc lực cho xác định ung thư.
Hematoxylin (viết tắt là H) làm nhân tế bào nhuộm màu xanh hoặc xanh tím, còn eosin (viết tắt là E) nhuộm thành phần ngoại bào thành màu hồng, trong đó các cấu trúc khác có bản chất hoá học khác nhau sẽ cho các sắc màu khác nhau. Kĩ thuật nhuộm này được giới thiệu lần đầu tiên vào năm 1876 nhờ A. Wissowzsky.

## Ứng dụng và ý nghĩa

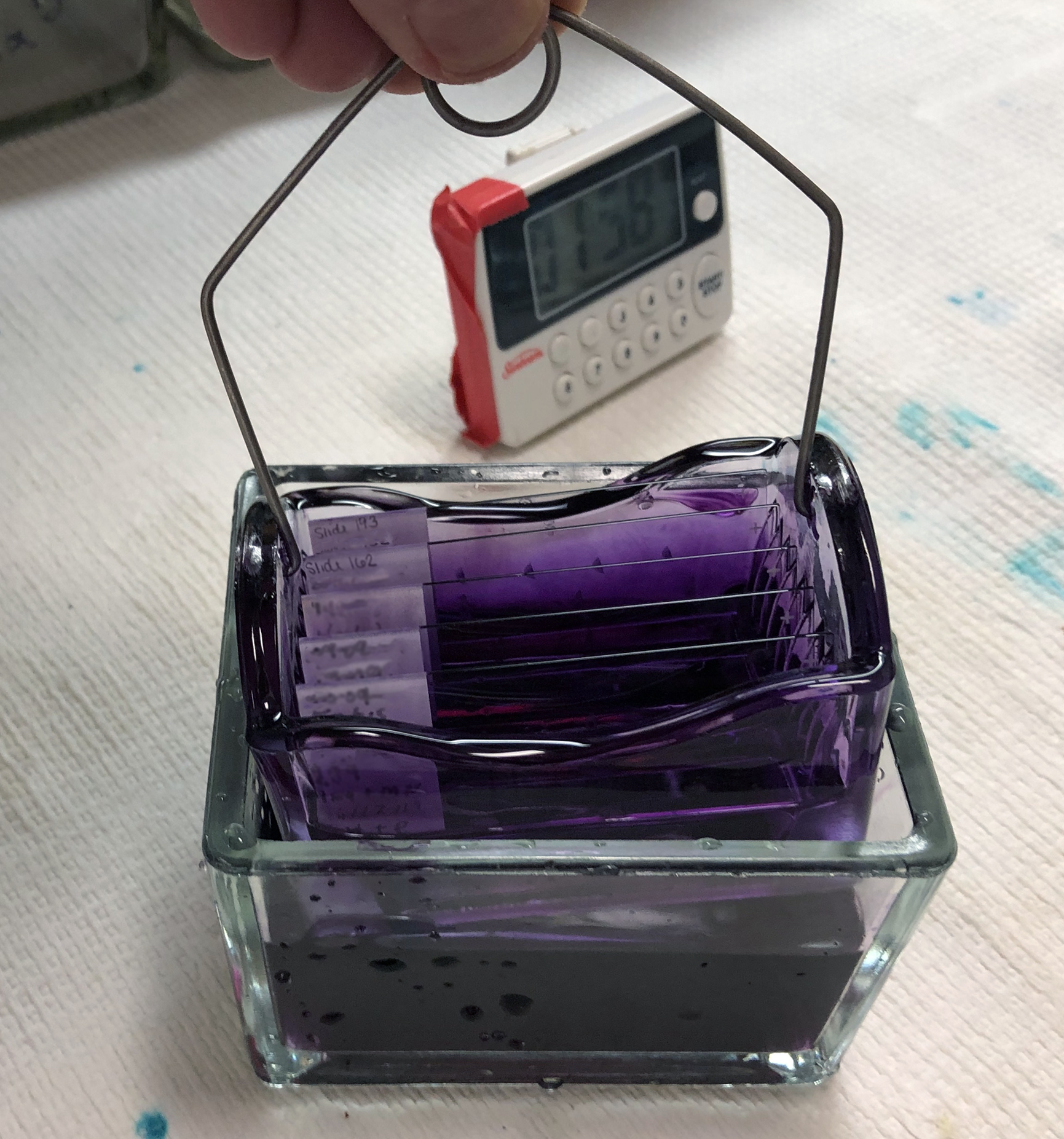
Lấy giá đỡ các phiến kính (lam) từ bocla đựng thuốc nhuộm H&E đã ngâm đủ thời gian.

Một mẫu vật nào đó (thường là các mô mềm) lấy từ cơ thể sinh vật sau khi dùng phương pháp nhuộm H&E này sẽ được cắt mỏng. Sau đó, xử lý rồi nhúng ngập vào dụng cụ chứa thuốc nhuộm. Khi thuốc đã ngấm đủ, tiêu bản có thể quan sát lát cắt mẫu vật dưới kính hiển vi, căn cứ vào các màu và các sắc màu khác nhau mà xác định các thành phần cấu trúc, phân bố chung của các tế bào, nhờ đó cung cấp một cái nhìn tổng quát về mẫu mô cần nghiên cứu.
Quy trình nhuộm H & E thường được thực hiện nhanh chóng, ít tốn kém, không phụ thuộc quá nhiều vào các hóa chất khác cần sử dụng để cố định mẫu. Kính hiển vi để quan sát tiêu bản đã xử lý H&E cũng không thuộc loại đặc biệt, tốn kém. Do đó, phương pháp này được sử dụng phổ biến trong nghiên cứu mô học, bệnh học,...
Tuy nhiên, nhuộm H & E không phải lúc nào cũng cung cấp đủ độ tương phản để phân biệt tất cả các loại cấu trúc tế bào. Khi đó, phải áp dụng nhiều phương pháp khác.

## Cơ chế
- Hematoxylin khi kết hợp với chất gắn màu (phổ biến nhất là phèn nhôm) tích điện dương (cation); còn eosin tích điện âm (anion). Do đó, hai thành phần này sẽ liên kết với các cấu trúc trong mẫu vật đem nhuộm tuỳ theo bản chất hoá học của cấu trúc đó trong mô mẫu:

-    Protein và các thành phần tương tự khác sẽ liên kết với thuốc nhuộm axit, nghĩa là chúng "thích axit" (axitophilic).
-    Thành phần anion hoặc axit trong tế bào (như axit nucleic) có tính axit, nên liên kết với thuốc nhuộm "thích base" (basophilic).
- Do đó:

-    Eosin cho kết quả là màu đỏ hoặc hồng với thành phần axitophilic ("ái toan").
-    Haematoxylin nhuộm các cấu trúc basophilic ("ái kiềm") thành màu xanh tím.
- Kết quả là qua màu quan sát được dưới kính hiển vi, dễ dàng nhận ra

-    DNA (ở sợi nhiễm sắc và nhân) cũng như RNA và ribosome ở mạng lưới nội chất liên kết với haemotoxylin nên nhuộm màu tím.
-    Hầu hết các protein, một số vật liệu ngoại bào (như carbohydrate trong sụn) là basophilic, vì vậy eosin liên kết với chúng và nhuộm màu hồng.

## Ảnh minh hoạ tiêu bản nhuộm H&E
- Lát cắt sụn
- Lát cắt khối ung thư biểu mô ống (DCIS) ở mô vú.
- Mô phổi của một người bệnh khí phế thũng. Nhân tế bào: xanh tím, hồng cầu: đỏ tươi, các tế bào khác và  ngoại bào: hồng, còn gian bào: trắng.
- Mô cơ bắp người bình thường.
- Ung thư biểu mô ở da